# Achaearanea bellula
Achaearanea bellula är en spindelart som först beskrevs av Eugen von Keyserling 1891.  Achaearanea bellula ingår i släktet Achaearanea och familjen klotspindlar. Inga underarter finns listade i Catalogue of Life.